# Włodzimierz Fiala
Włodzimierz Fiala (zm. 1944 w Warszawie) – polski urzędnik pocztowy, autor artykułów specjalistycznych, uczestnik ruchu oporu.
Ukończył studia prawnicze, obronił doktorat praw. Pracował w warszawskiej Dyrekcji Poczt i Telegrafów. Opublikował na łamach „Przeglądu Pocztowego” wiele artykułów poświęconych problematyce pocztowej, m.in. Stemple pocztowe, Skrzynka pocztowa, jej rozwój i znaczenie, Umundurowanie pracowników pocztowo-telegraficznych w Polsce i za granicą, Nowe przepisy gospodarcze. Podczas okupacji niemieckiej uczestniczył w ruchu oporu. 28 lutego 1944 został aresztowany i osadzony na Pawiaku. Prawdopodobnie został rozstrzelany w ruinach getta warszawskiego podczas masowej egzekucji w dniu 16 marca 1944.